# Pseudosciara coxalba
Pseudosciara coxalba är en tvåvingeart som beskrevs av Edwards 1934. Pseudosciara coxalba ingår i släktet Pseudosciara och familjen sorgmyggor. Inga underarter finns listade i Catalogue of Life.